# Robert Dover
Robert Dover (n. 7 iunie 1956, Chicago, Illinois, SUA) este un sportiv ce a reprezentat Statele Unite ale Americii, medaliat olimpic. A participat la 6 ediții ale Jocurilor Olimpice (1984, 1988, 1992, 1996, 2000, 2004) în care a câștigat 3 medalii de bronz.